# Vanden Plas (azienda)
La Vanden Plas è stata un'azienda fondata a Bruxelles (Belgio) nel 1870. È probabile che il nome originario fosse Van Der Plas e produceva originariamente carrozze complete e suoi componenti (ruote, assi etc.).

## Storia
Nel 1900 la fabbrica, fresca vincitrice del primo premio al World Trade Fairs per le proprie carrozze, aveva una forza lavoro di 300 unità, che divennero 750 nel 1908, quando iniziò anche l'attività di costruzione di carrozzerie fuoriserie per automobili. Come per le carrozze i corpi vettura Vanden Plas si distinguevano per la loro eleganza e originalità.
Nel 1913 venne aperta la Vanden Plas England Limited a Kingsbury (Inghilterra), che costruiva carrozzerie e carrozze su licenza della casa madre belga. 
La filiale inglese acquisì, grazie a commesse da parte di Rolls-Royce, Bentley, Daimler e Lagonda, una crescente importanza e prestigio. La carrozzeria Vanden Plas divenne sinonimo di distinzione, tanto che nel 1939 un giornale scrisse: "Non c'è una Vanden Plas uguale all'altra".

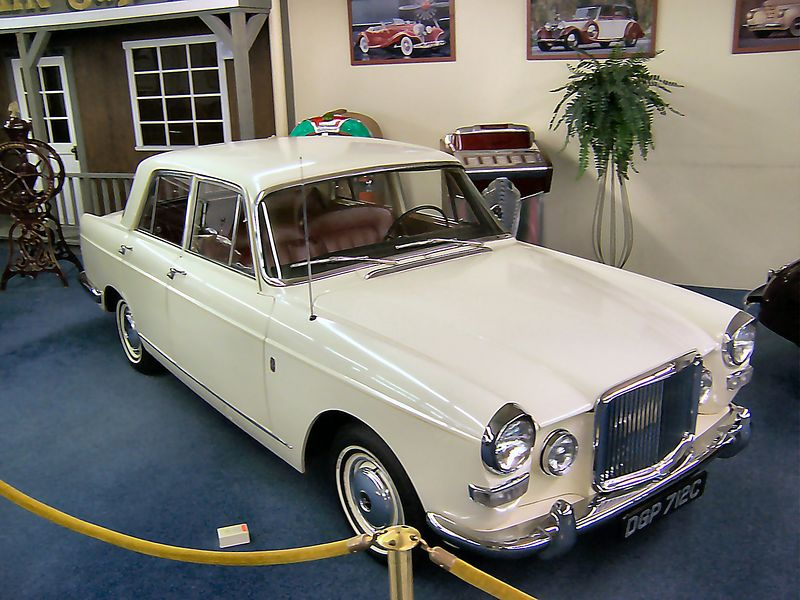
Una Vanden Plas Princess.

Nel 1946 l'azienda entrò a far parte della Austin Motor Company, per conto della quale iniziò a produrre la limousine Austin A135 Princess Vanden Plas. Due esemplari di questa vettura vennero esposti, per l'occasione, all'Earls Court di Londra e furono acquistati nel 1952 dalla Regina Elisabetta II.
Con l'edizione 1960 la Princess, giunta ormai alla terza serie, perse il nome Austin per conservare unicamente quello Vanden Plas. Da quel momento la Casa smise di essere un semplice produttore di carrozzerie speciali, per divenire un costruttore d'automobili. 
Tuttavia la sigla Vanden Plas continuava a firmare le edizioni di gran lusso di modelli Austin, BMC e British Leyland, come le Princess 1100 e 1300 e le Allegro Vanden Plas.

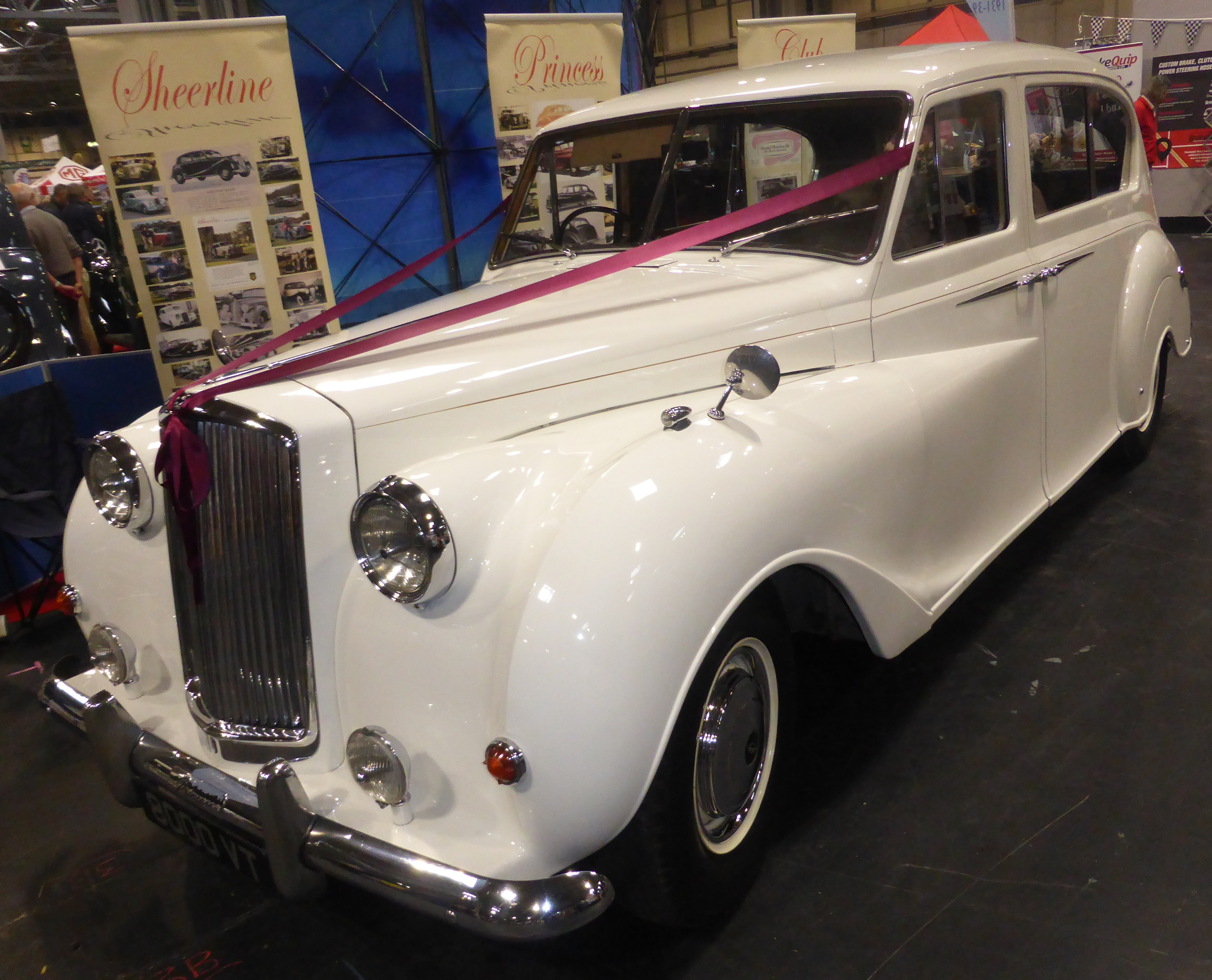
1967 Vanden Plas 4-Litre Princess Limousine

L'attività di costruttore proseguì, invece, con le (sfortunate) 4 L RR, con motore Rolls Royce e con le DS 420, vendute però con il marchio Daimler. Anche di quest'ultima limousine la Casa reale inglese acquistò vari esemplari.
Con l'entrata della Jaguar nella BMC, Vanden Plas divenne un mero marchio che andò a nobilitare alcune versioni Daimler delle XJ. Negli anni ottanta, quando la Jaguar decise di adottare il nome Sovereign non più per le XJ marchiate Daimler ma per la nuova Series III; il marchio Vanden Plas venne utilizzato per queste ultime commercializzate negli Stati Uniti.
Anche alcune varianti più ricche delle Rover 3500 V8 (SD1). Austin Metro, Austin Maestro e Austin Montego vennero nobilitate dal prestigioso marchio.
Con la cessazione della produzione delle Daimler DS420 nel 1990 e la conseguente chiusura degli stabilimenti il nome Vanden Plas, passato insieme a Jaguar e Daimler alla Ford nel 1987, cadde in disuso sebbene in Inghilterra fosse ancora utilizzato su alcuni modelli. Nel 2002 uscí una versione Vanden Plas a passo allungato e trazione posteriore della Rover Seventyfive.

### I modelli "autonomi"
- Princess (1960-64)
- 4 L RR (1964-68)
- Daimler DS 420 (1968-90)

### I modelli Daimler
- Daimler Double Six Vanden Plas
- Daimler Double Six Vanden Plas Coupé

### I modelli Jaguar
- Jaguar XJ6 Vanden Plas 4.2 (versione U.S.A.)
- Jaguar XJ12 Vanden Plas 5.3 (versione U.S.A.)